# هلوكله
هلوكله ((بالفارسية: هلوكله), هي قرية في منطقة أوشيان الريفية ، مقاطعة شابوكسار ، مقاطعة رودسر ، مقاطعة جيلان ، إيران.  بلغ عدد سكانها في تعداد عام 2006 م 189 نسمة ، يتوزعون على 51 عائلة.